# 2033 Basilea
A 2033 Basilea (ideiglenes jelöléssel 1973 CA) a Naprendszer kisbolygóövében található aszteroida. Paul Wild fedezte fel 1973. február 6-án.